# Gainesville (Texas)
Gainesville é uma cidade localizada no estado norte-americano de Texas, no Condado de Cooke.

## Demografia
Segundo o censo norte-americano de 2000, a sua população era de 15.538 habitantes.
Em 2006, foi estimada uma população de 16.571, um aumento de 1033 (6.6%).

## Geografia
De acordo com o United States Census Bureau tem uma área de
44,1 km², dos quais 44,0 km² cobertos por terra e 0,1 km² cobertos por água.

## Localidades na vizinhança
O diagrama seguinte representa as localidades num raio de 16 km ao redor de Gainesville.